# Dessoldador

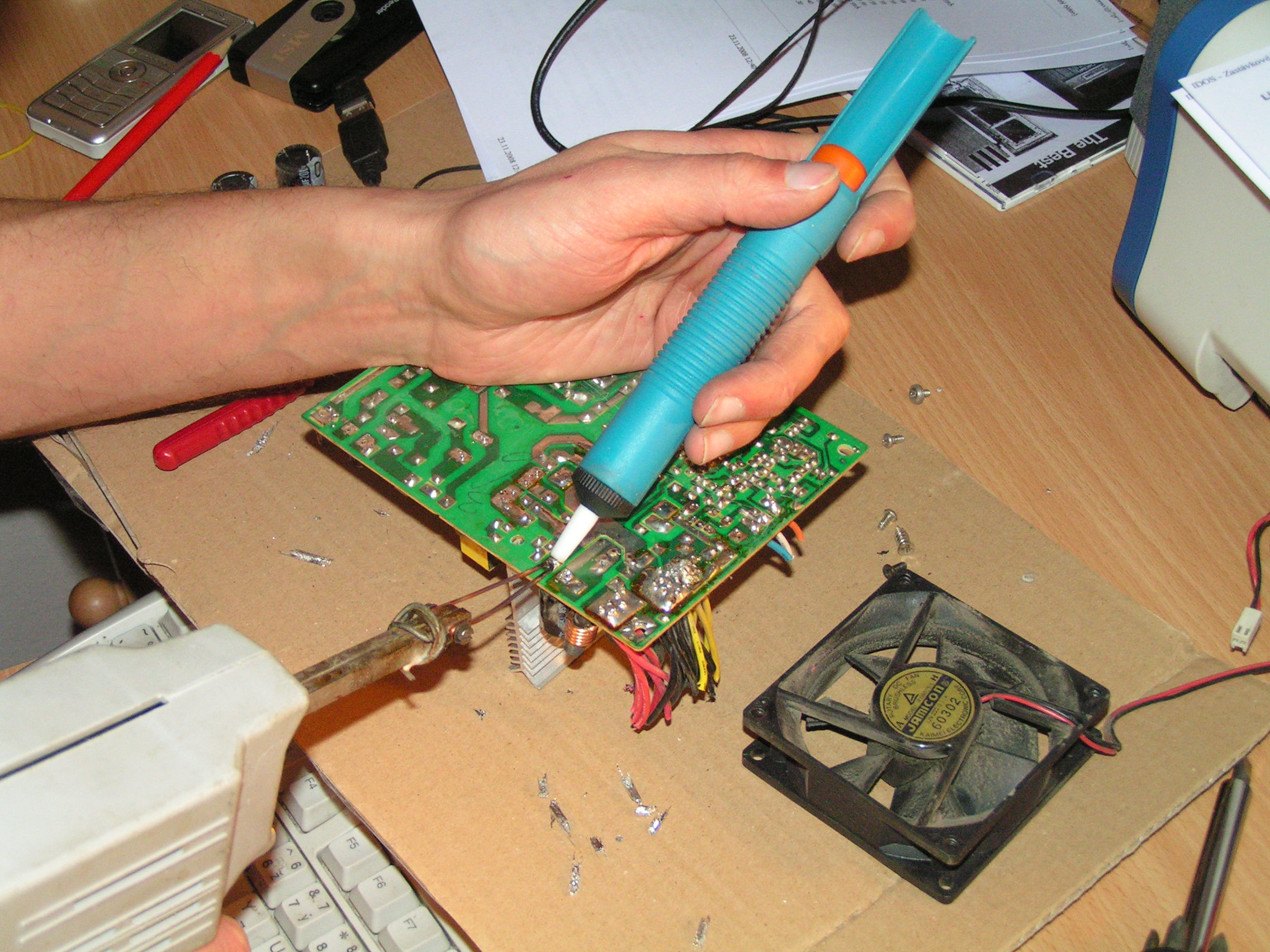
Aspiració d'estany fent ús de la bomba d'aspiració.

Un dessoldador (també anomenat bomba d'estany) és un aspirador d'estany, una eina de suport al procés de soldadura o dessoldadura. El nom popular d'aquesta eina és dessoldador d'estany, tot i que l'estany és només un dels components de l'aliatge de metalls utilitzat en la soldadura de components electrònics. Des del punt de vista tècnic, s'hauria d'anomenar aspirador de soldadura. També hi ha un dispositiu que s'acobla al soldador. disposa d'un tub amb una pera a un extrem que aspira aire al pressionar-la. Això et permet dessoldar amb més precisió i rapidesa i recuperar l'estany extret de les dessoldadures anteriors
El dessoldador té una forma cilíndrica - amb un pistó al centre del cilindre tensat per una molla helicoidal. A un extrem hi té la punta de succió de tefló (en general reemplaçable). Al costat oposat hi ha un mànec per empènyer la molla amb el seu fiador de disparament. Al mig hi ha un dipòsit on es fa el buit que recull l'estany.

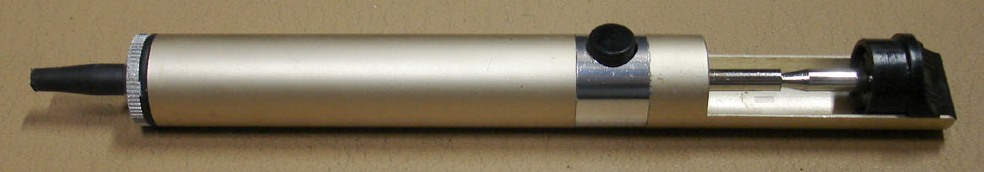
Dessoldador típic.

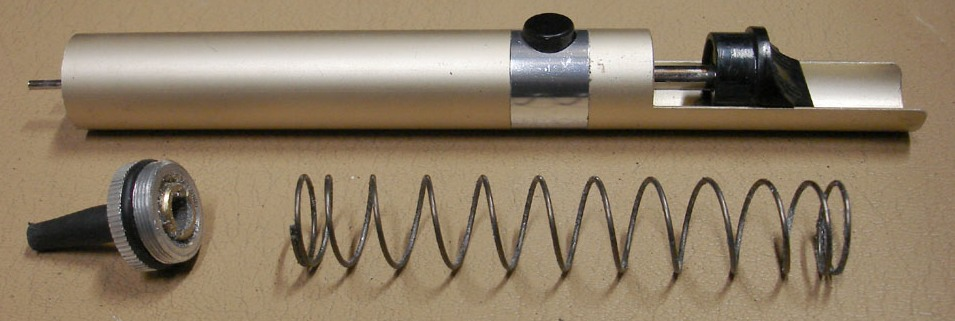
Dessoldador d'estany.

El seu funcionament es basa en el principi de depressió causada per l'alliberament ràpid de la molla del pistó. Per preparar l'eina per al següent cicle s'ha de tornar a armar.
Per utilitzar el dessoldador s'acosta la punta de l'eina al lloc d'on es vol aspirar l'estany (prèviament fos amb el soldador), i es pressiona el botó del fiador. Sinó s'aconsegueix retirar tot l'estany, cal repetir-ho diverses vegades.
La punta del dessoldador sol ser de tefló. Tot i que aquest material és resistent a les altes temperatures, es va gastant amb l'ús i de tant en tant necessita ser reemplaçat.